# Императорская археологическая комиссия
Императорская археологическая комиссия — первое в Российской империи государственное учреждение по руководству археологическими изысканиями.
Для изучения классических древностей, в Российской империи, 2 февраля 1859 года, была учреждена при Министерстве Двора, Археологическая Комиссия.

## История
Основана 2 февраля 1859 года по представлению графа С. Г. Строганова на основе Комиссии для расследования древностей (существовавшей с 1850 года под председательством Л. А. Перовского). Подчинялась министерству императорского двора и уделов, заседания проходили в Зимнем дворце.
Комиссии было предоставлено 

право не только самой производить необходимые по ее мнению раскопки, но следить и за всеми другими попытками в этом направлении, причём все добываемые частными лицами предметы древности должны , по возможности, представляться, через местное начальство, на рассмотрение Комиссии.— Кондаков С. Н. Императорская археологическая комиссия // Юбилейный справочник Императорской Академии Художеств. 1764-1914 = Юбилейный справочникъ Императорской Академіи Художествъ. 1764-1914. — СПб.: Товарищество Р. Голике и А. Вильборг., 1914. — Т. I. — С. 276. — 353 с.

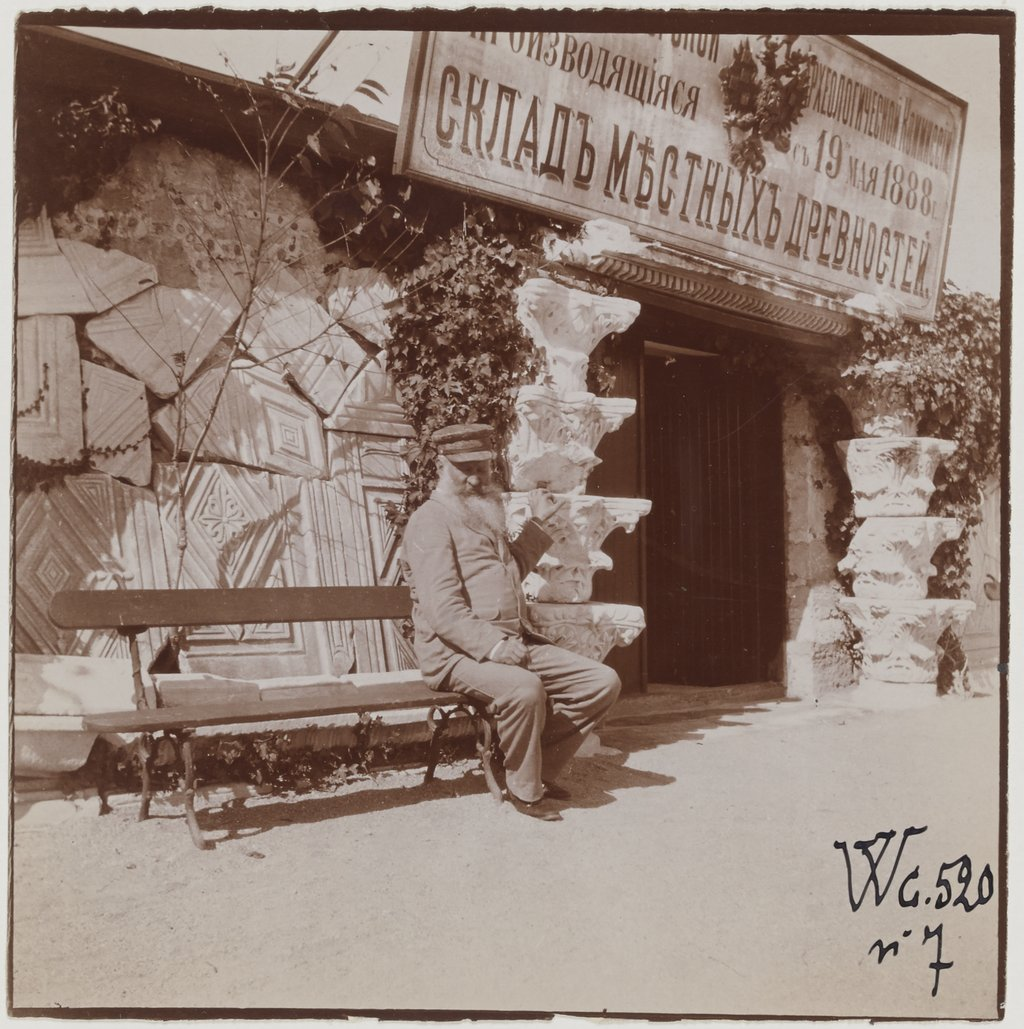
Севастополь. Археологическая комиссия. Склад местных древностей. Крым 1888

С 1889 комиссия стала единственным учреждением, выдававшим  «открытые листы» — разрешения на раскопки на государственных, городских и крестьянских землях (то есть, повсюду, кроме помещичьих земель). Комиссия также занималась охраной и реставрацией памятников.
Комиссия была ликвидирована в 1919 году с передачей eё функций вновь организованной Российской академии истории материальной культуры.

## Публикации
- «Отчёты Императорской Археологической Комиссии» (выходили ежегодно в 1862—1918 годах со сведениями за 1859—1913/15 годы
- «Известия Императорской Археологической Комиссии» (1901—1918)
- «Материалы по археологии России» (37 томов, 1866—1918)
- Мечети Самарканда.

## Председатели
Председатели Археологической Комиссии:
- С. Г. Строганов (1859—1882)
- А. А. Васильчиков (1882—1886)
- А. А. Бобринский (1886—1917)[3][4]

## Известные сотрудники
- Бертье-Делагард, Александр Львович (с мая 1893 г.), г. Ялта.
- Боткин, Михаил Петрович (с декабря 1888 г.)
- Браун, Федор Александрович (с декабря 1896 г.)
- Булычов, Николай Иванович (с марта 1903 г.)
- Веселовский, Николай Иванович (с января 1895 г.)
- Жебелёв, Сергей Александрович (с января 1902 г.)
- Жуковский, Валентин Алексеевич (с января 1895 г.)
- Забелин, Иван Егорович
- Кондаков, Никодим Павлович
- Китнер, Иероним Севастьянович (с января 1895 г.)
- Котов, Григорий Иванович (с января 1895 г.)
- Кулаковский Ю. А. г. Киев.
- Лаппо-Данилевский, Александр Сергеевич (с мая 1893 г.)
- Латышев, Василий Васильевич (c июня 1900 г.)
- Лепер, Роберт Христианович (с апреля 1908 г.), г. Севастополь
- Лерх, Пётр Иванович (с 1873 г.)
- Марков, Алексей Константинович (с апреля 1907 г.)
- Марр, Николай Яковлевич (с апреля 1907 г.)
- Малеин, Александр Иустинович
- Мальмберг, Владимир Константинович (с января 1895 г.)
- Милеев, Дмитрий Васильевич (с октября 1909 г.)
- Покровский, Николай Васильевич (с декабря 1892 г.)
- Покрышкин, Петр Петрович (c декабря 1902 г.)
- Радлов, Василий Васильевич (с мая 1886 г.)
- Романов, Константин Константинович (с декабря 1910 г.)
- Ростовцев, Михаил Иванович (с сентября 1912 г.)
- Солнцев, Федор Григорьевич
- Спицын, Александр Андреевич (с февраля 1892 г.)
- Стасов, Владимир Васильевич
- Султанов, Николай Владимирович
- Толстой, Иван Иванович
- Фармаковский, Борис Владимирович (с марта 1901 г.)
- Филиппов, Леонид Александрович (с мая 1910 г.)
- Ханенко, Богдан Иванович (с июня 1905 г.)
- Штерн фон, Эрнест Романович (с апреля 1909 г.)
- Ширинский-Шихматов, Алексей Александрович (с сентября 1912 г.)
- Шкорпил, Владислав Вячеславович (с июля 1901 г.)